# 戈尔基农村居民点 (伊万诺沃州)
戈尔基农村居民点（俄语：Горковское сельское поселение）是俄罗斯联邦伊万诺沃州基涅什马区所属的一个农村居民点。其下辖有30个居民点，行政中心为戈尔基。据2016年统计，该农村居民点的人口为1349人。